# 宋双
宋双（1911年10月5日—2000年12月19日）是柬埔寨的一位政治家、反共主义者，下高棉人。

## 生平
他曾在1967年至1968年期间担任柬埔寨首相。1970年，朗诺将军发动政变之后逃亡法国巴黎。越南侵略柬埔寨之后，他从巴黎归国，建立高棉人民解放全国阵线来武装反抗越南及其傀儡政权柬埔寨人民共和国。1982年，同红色高棉以及西哈努克三派组建民主柬埔寨联合政府，担任总理。由于红色高棉屠杀和战争犯罪色彩强烈，而西哈努克派（奉辛比克党）在军事上很弱小，持明确反共主义态度的宋双一派获得美国和泰国的支援，存在相当的军事实力。
1993年，联合国柬埔寨权力机构（联柬）和柬埔寨议会举行大选，宋双被选举为议会的议长。同年9月新宪法生效。
1998年脱离自由民主佛教党，组建宋双党，自任党首。1999年1月15日，宋双党并入奉辛比克党。2000年12月19日在巴黎因心脏病死去。同年12月31日在金边举行葬礼。